# Iris dolichosiphon
Iris dolichosiphon är en irisväxtart som beskrevs av Henry John Noltie. Iris dolichosiphon ingår i släktet irisar, och familjen irisväxter.

## Underarter
Arten delas in i följande underarter:
- I. d. dolichosiphon
- I. d. orientalis